# Windenreute
Windenreute est un quartier périphérique de la ville d'Emmendingen dans le land de Bade-Wurtemberg, Allemagne. Le village de Windenreute fut incorporé a la ville d'Emmendingen en 1971, mais possède toujours sa administration locale propre. Windereute a environ 1695 habitants.
Windenreute est situé dans le Brisgau septentrional directement à l'est du centre-ville d'Emmendingen et à proximité immédiate du château Hochburg. Le village de Windenreute fut mentionné pour la première fois comme "Winedoriuti" dans un document de l'abbaye de Tous-les-Saints de Schaffhouse de 1094. En outre, le suffixe «Reute» se réfère à l'activité de déforestation qui avait déjà commencée au Xe siècle.